# Elitloppet 1988
Elitloppet 1988 var den 37:e upplagan av Elitloppet, som gick av stapeln söndagen den 29 maj 1988 på Solvalla i Stockholm. Finalen vanns av den amerikanska hästen Mack Lobell, körd av John Campbell och tränad av Chuck Sylvester.
1988 års Elitlopp gästades framför allt av den amerikanska hästen Mack Lobell, som hade slagit världsrekord på Pompano Park i USA som treåring, där han segrat i Breeders Crown 3YO Colt & Gelding Trot på tiden 1:54.1 (1.11,0) över distansen 1 609 meter. Med segern blev Mack Lobell den första, och hittills enda fyraåringen som vunnit Elitloppet. När Mack Lobell gick emot en överlägsen seger så utbrast referenten Bo Rydgren: ”What a horse, what a driver”, som numera ses som ett klassiskt referat inom travsporten.

## Upplägg och genomförande
Elitloppet är ett inbjudningslopp och varje år bjuds 16 hästar som utmärkt sig in till Elitloppet. Hästarna lottas in i två kvalheat, och de fyra bästa i varje försök går vidare till finalen som sker 2–3 timmar senare samma dag. Desto bättre placering i kvalheatet, desto tidigare får hästens tränare välja startspår inför finalen. Samtliga tre lopp travas sedan 1965 över sprinterdistansen 1 609 meter (engelska milen) med autostart (bilstart). I Elitloppet 1988 var förstapris i finalen 850 000 kronor, och 150 000 kronor i respektive kvalheat.

## Kvalheat 1
| P | S | Häst              | Kusk              | Tränare           | Land          | Odds   | Tid      |
| - | - | ----------------- | ----------------- | ----------------- | ------------- | ------ | -------- |
| 1 | 4 | Sugarcane Hanover | Gunnar Eggen      | Gunnar Eggen      | Norge         | 1,57   | 1.12,3ag |
| 2 | 2 | Napoletano        | Stig H. Johansson | Stig Engberg      | Sverige       | 2,60   | 1.12,3ag |
| 3 | 7 | Junior Lobell     | Sören Norberg     | Sören Norberg     | Sverige       | 33,20  | 1.12,7   |
| 4 | 5 | Action Skoatter   | Appie Bosscha     | Appie Bosscha     | Nederländerna | 40,80  | 1.14,0   |
| 0 | 1 | Pay Nibs          | Bengt Holm        | Arne Rydén        | Sverige       | 16,30  | 1.14,1   |
| 0 | 6 | Reado             | Wilhelm Paal      | Wilhelm Paal      | Tyskland      | 153,80 | 1.14,3   |
| d | 3 | Callit            | Karl O. Johansson | Karl O. Johansson | Sverige       | 8,20   | dp7      |

## Kvalheat 2
| P | S | Häst           | Kusk              | Tränare           | Land          | Odds   | Tid    |
| - | - | -------------- | ----------------- | ----------------- | ------------- | ------ | ------ |
| 1 | 7 | Mack Lobell    | John Campbell     | Chuck Sylvester   | USA           | 1,56   | 1.12,0 |
| 2 | 2 | Nealy Lobell   | Johnny Takter     | Johnny Takter     | Sverige       | 35,40  | 1.12,3 |
| 3 | 5 | Grades Singing | Olle Goop         | Olle Goop         | Sverige       | 3,70   | 1.12,3 |
| 4 | 4 | Big Spender    | Berth Johansson   | Berth Johansson   | Sverige       | 25,50  | 1.12,4 |
| 0 | 3 | Potin d'Amour  | Jan Kruithof Jr   | Jan Kruithof Jr   | Nederländerna | 8,00   | 1.12,6 |
| 0 | 1 | Emile          | Stig H. Johansson | Stig H. Johansson | Sverige       | 6,60   | 1.12,7 |
| 0 | 6 | Hambler F.     | Björn Garberg     | Björn Garberg     | Norge         | 163,90 | 1.12,7 |

## Finalheat
| P | S | Häst              | Kusk              | Tränare         | Land          | Odds   | Tid    |
| - | - | ----------------- | ----------------- | --------------- | ------------- | ------ | ------ |
| 1 | 1 | Mack Lobell       | John Campbell     | Chuck Sylvester | USA           | 1,52   | 1.11,3 |
| 2 | 2 | Sugarcane Hanover | Gunnar Eggen      | Gunnar Eggen    | Norge         | 2,60   | 1.11,8 |
| 3 | 4 | Napoletano        | Stig H. Johansson | Stig Engberg    | Sverige       | 6,20   | 1.11,9 |
| 4 | 3 | Nealy Lobell      | Johnny Takter     | Johnny Takter   | Sverige       | 63,30  | 1.12,1 |
| 5 | 7 | Big Spender       | Berth Johansson   | Berth Johansson | Sverige       | 121,50 | 1.12,2 |
| 6 | 5 | Grades Singing    | Olle Goop         | Olle Goop       | Sverige       | 38,40  | 1.12,2 |
| 0 | 8 | Action Skoatter   | Appie Bosscha     | Appie Bosscha   | Nederländerna | 237,60 | 1.21,7 |
| d | 6 | Junior Lobell     | Sören Norberg     | Sören Norberg   | Sverige       | 187,80 | d7g    |